# پیامبر (کتاب جبران)
پیامبر (به انگلیسی: The Prophet) کتابی‌ست نوشته جبران خلیل جبران، در قالب مجموعه‌ای از نوشتارها، برگرفته از ۲۶ شعر منثور، اندرزهایی که مردی خردمند به نام «المصطفی» می‌خواند. این اثر، مشهورترین کتاب جبران محسوب می‌شود.

## دربارهٔ کتاب

جلد نسخه ۱۹۷۳

کتاب پیامبر نوشته جبران خلیل جبران، نویسنده لبنانی-آمریکایی به زبان انگلیسی است که اولین‌بار در سال ۱۹۲۳ میلادی، در ایالات متحده آمریکا منتشر شد. محبوبیت این کتاب در دهه ۱۹۳۰ و دوباره در دهه ۱۹۶۰ میلادی، اوج گرفت. هم‌اکنون کتاب پیامبر به بیش از ۵۰ زبان ترجمه شده و یکی از پایه‌های ثابت فهرست پرفروش‌ترین کتاب‌های دنیا است. تصور بر این است که ده‌ها میلیون نسخه از آن در سراسر دنیا به فروش رسیده است.